# كربون التربة

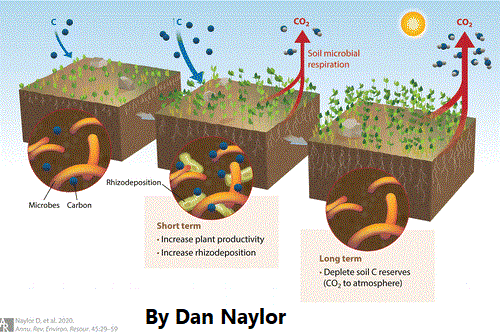

يشمل كربون التربة كلاً من الكربون غير العضوي كمعدن كربونات وكمواد عضوية في التربة. يلعب كربون التربة دورًا رئيسيًا في دورة الكربون، وبالتالي فهو مهم في نماذج المناخ العالمي.

## نظرة عامة
كربون التربة موجود في شكلين: غير عضوي وعضوي. يتكون كربون التربة غير العضوية من الأشكال المعدنية للكربون، سواء من التجوية من المادة الأم، أو من رد فعل من معادن التربة مع CO في الغلاف الجوي 2. معادن الكربونات هي الشكل السائد لكربون التربة في المناخات الصحراوية . الكربون العضوي في التربة موجود كمواد عضوية للتربة. ويشمل الكربون المتاح نسبيا كما بقايا النباتات الطازجة وخام الكربون في المواد المشتقة من بقايا النبات: الدبال والفحم.

## دورة الكربون العالمية
على الرغم من صعوبة تحديد الكميات الدقيقة، إلا أن الأنشطة البشرية تسببت في خسائر هائلة من الكربون العضوي في التربة. من بين 2700 جيجا طن من الكربون المخزنة في التربة في جميع أنحاء العالم، 1550 جيجا طن من الكربون العضوي و 950 طن من الكربون غير العضوي، وهو ما يقرب من ثلاث مرات أكبر من الغلاف الجوي الحالي و240 مرة أعلى مقارنة بانبعاث الوقود الأحفوري السنوي الحالي. يتم الاحتفاظ بميزان الكربون في التربة في الخث والأراضي الرطبة (150 طنًا مكعبًا)، وفي فضلات النباتات على سطح التربة (50 طنًا مكعبًا).

## الكربون العضوي
يتم تقسيم الكربون العضوي في التربة بين الكائنات الحية في التربة والمواد الحيوية الميتة المستمدة من الكتلة الحيوية. وتشتمل هذه العناصر مجتمعة على شبكة تغذية التربة، مع استمرار المكون الحي بواسطة مكون المادة الحيوية. تتضمن الكائنات الحية في التربة ديدان الأرض والديدان الخيطية والطفيليات والفطريات والبكتيريا والمفصليات المختلفة.
المخلفات الناتجة عن الشيخوخة النباتية هي المصدر الرئيسي للكربون العضوي في التربة. المواد النباتية التي تحتوي على جدران خلوية مرتفعة في السليلوز واللجنين، تتحلل ويتم الاحتفاظ بالكربون غير المحترم كمادة دبال. يتحلل السليلوز والنشويات بسهولة، مما يؤدي إلى فترات إقامة قصيرة نسبيًا. تشتمل الأشكال الأكثر ثباتًا من C العضوي على اللجنين، الدبال، المادة العضوية المغلفة في مجاميع التربة، والفحم.
يميل الكربون العضوي في التربة إلى التركيز في التربة السطحية. يتراوح التربة السطحية من 0.5٪ إلى 3.0٪ من الكربون العضوي في معظم التربة المرتفعة. تقتصر التربة التي تقل درجة حرارتها عن 0.5 في المائة على المناطق الصحراوية . التربة التي تحتوي على أكثر من 12 - 18 ٪ من الكربون العضوي تصنف عادة على أنها تربة عضوية. تتطور مستويات عالية من الكربون العضوي في التربة التي تدعم بيئة الأراضي الرطبة، وترسب الفيضانات، وبيئة الحرائق، والنشاط البشري.